# Hound (Hampshire)
Hound is een civil parish in het bestuurlijke gebied Eastleigh, in het Engelse graafschap Hampshire met 7105 inwoners.